# OMV

Přítomnost OMV ve světě:
Průzkum a produkce plynu i ropy
Průzkum plynu i ropy

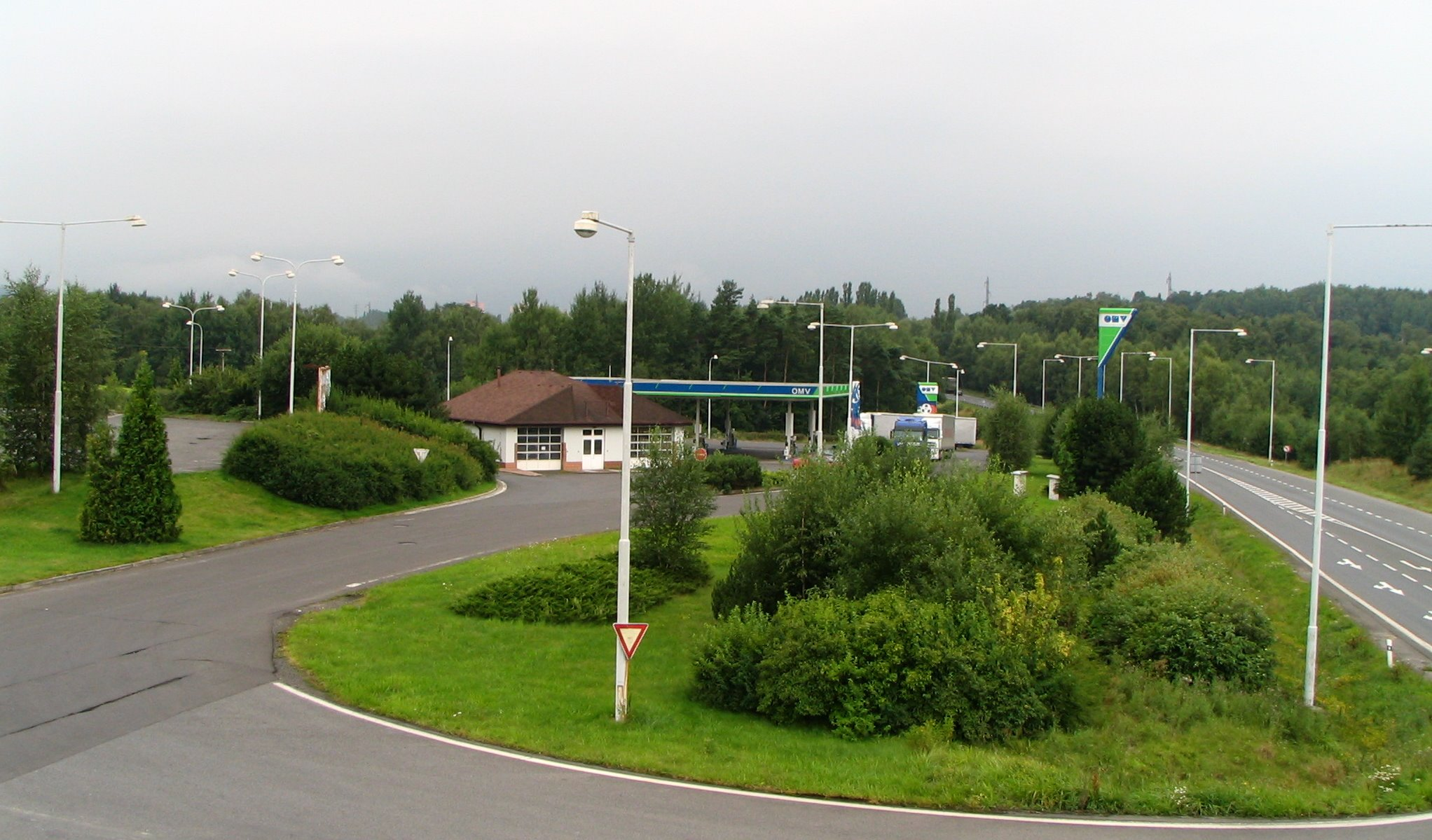
OMV poblíž Sokolova v České republice

OMV (dříve Österreichische Mineralölverwaltung, ÖMV) je rakouský koncern založený roku 1956 se sídlem ve Vídni, zaměřený především na zpracování ropy, zemního plynu a výrobu paliv. Ve střední Evropě provozuje síť více než 2 500 stejnojmenných čerpacích stanic. V České republice koupil čerpací stanice ARAL, které tímto zanikly. Na českém trhu byly čerpací stanice OMV již před touto akvizicí.
Firma se řadí mezi 2000 největších světových společností. V Rakousku byla v roce 2022 největší společností z pohledu tržeb. Působí v 35 zemích světa a zaměstnává více než 20 600 zaměstnanců.

## Vlastnická struktura
OMV je veřejně obchodovanou společností. Struktura akcionářů v roce 2023 byla:
- ÖBAG (Österreichischen Beteiligungs AG) – rakouský státní podnik (31,5 %)
- Abu Dhabi National Oil Company (24,9 %)
- Investoři z institucí (27,7 %)
- Soukromí investoři (11,7 %)
- Neidentifikované akcie (4 %)
- Zaměstnanecké akcie (0,1 %)
- Vlastní akcie (0,1 %)

## Další vlastněné firmy
OMV vlastní i podíly v několika ropných a petrochemických společností (2022) Nejdůležitější podíly jsou:
- OMV Petrom  (51 %)
- Borealis  (25 %)
- Sapura OMV (50 %)
- Agrolinz Melamine International (AMI) GmbH (51 %)
- Abu Dhabi National Oil Company (15 %)

## OMV v Česku
V Česku působí OMV od roku 1991 a na jejím území v roce 2023 provozovala 138 čerpacích stanic. Zaměstnává 84 lidí a nepřímo dalších více než 1500 na čerpacích stanicích.
Roku 2016 odprodala společnost OMV část svých čerpacích stanic společnosti Benzina.